# Trichodura guianensis
Trichodura guianensis là một loài ruồi trong họ Tachinidae.